# Isabel de Clare
Isabel de Clare, i hendes egen ret 4. grevinde af Pembroke og Striguil (1172–1220), var en sydwalisisk-normannisk-irsk adelskvinde og en af de rigeste arvinger i Wales og Irland. Hun var hustru til William Marshal, 1. jarl af Pembroke, der tjente fire på hinanden følgende engelske konger som Lord Marshal af England. Hendes ægteskab var blevet arrangeret af Kong Richard 1.

## Familiearven
Isabel blev født i 1172 i Pembrokeshire, Wales, det ældste barn af Richard de Clare, 2. jarl af Pembroke (1130 – 20   April 1176), kendt gennem historien som "Strongbow", og Aoife af Leinster, der var datter af Diarmait Mac Murchada, den afsatte konge af Leinster og Mór ingen Muirchertaig. Sidstnævnte var en datter af Muirchertach Ua Tuathail og Cacht ingen Loigsig. Ægteskabet mellem Strongbow og Aoife fandt sted i august 1170, dagen efter erobringen af Waterford af de sydwalisiske-normanniske styrker under ledelse af Strongbow.
Isabels bedsteforældre var Gilbert de Clare, 1. jarl af Pembroke og hans hustru Lady Isabel de Beaumont. Hun havde en yngre bror Gilbert de Striguil, der, som mindreårig, ikke formelt blev indsat som jarl af hverken Pembroke eller Striguil. Det er usandsynligt, at hans far kunne have givet titlen til Pembroke videre, da han ikke selv havde den. Da Gilbert døde i 1185, blev Isabel grevinde af Pembroke i sin egen ret (suo jure) indtil sin død i 1220. På denne måde kunne det siges, at hun var den første efterfølger til jarlen af Pembroke siden hendes bedstefar Gilbert, den første jarl. Hvis dette accepteres skulle Isabel kaldes for den anden grevinde, ikke den fjerde grevinde af Pembroke. Under alle omstændigheder blev titlen jarl genindført til hendes mand. Hun havde også en uægte halvsøster Basile de Clare, som blev gift tre gange. Basiles ægtemænd var: Robert de Quincy; Raymond Fitzgerald, konstabel af Leinster: Geoffrey FitzRobert, baron af Kells.
Isabel blev beskrevet som at have været "den gode, den smukke, den kloge, den høviske kvinde af høj stand". Hun talte angiveligt fransk, irsk og latin. Efter hendes bror Gilberts død, blev Isabel en af de rigeste arvinger i kongeriget, der udover titlerne Pembroke og Striguil ejede meget land i Wales og Irland. Hun arvede de talrige slotte ved Milford Haven fjorden, som bevogtede South Channel, herunder Pembroke Castle. Hun var juridisk set under formynderskab af Kong Henrik 2., som nøje passede hendes arv.

## Ægteskab
Den nye konge Richard 1. arrangerede hendes ægteskab i august 1189 med William Marshal, af mange betragtet som den største ridder og soldat i riget. Henrik 2. havde lovet Marshal, at han skulle få Isabel som sin brud, og hans søn og efterfølger Richard gentog løftet en måned efter hans tronbestigelse. På tidspunktet for hendes ægteskab boede Isabel i Tower of London under beskyttende formynderskab af Englands justitiarius Ranulf de Glanville. Efter brylluppet, som blev fejret i London "med behørig pomp og pragt", tilbragte de deres hvedebrødsdage i Stoke d'Abernon i Surrey, der tilhørte Enguerrand d'Abernon.
Ægteskab med Isabel løftede William Marshal fra status som en jordløs ridder til en af de rigeste mænd i kongeriget. Han kom til at tjene som Lord Marshal af England for fire konger i alt: Henrik 2., Richard 1., Johan og Henrik 3. Selvom Marshal ikke blev iure uxoris 1. jarl af Pembroke, jarl af Striguil før end 1199, overtog han ikke desto mindre overherrerskabet over Leinster i Irland, Pembroke Castle, Chepstow Castle samt Isabels andre slotte i Wales, såsom Haverford, Tenby, Lewhaden, Narberth, Stackpole.
Kort efter deres ægteskab ankom Marshal og Isabel til Irland ved Old Ross, en bosættelse beliggende på det område, der tilhørte hendes bedstefar, Dermot MacMurrough. En motte blev hurtigt konstrueret, og en middelalderlig bydel voksede hurtigt rundt omkring den, og bagefter grundlagde ægteparret Marshal havnebyen ved floden, som derefter blev kendt som New Ross. The Chronicles of Ross, som er opbevaret på British Museum, beskrev Isabel og Marshals ankomst til Irland og beretter, at Isabella begyndte at bygge en smuk by på bredden af Barrow.
I 1192 overtog Isabel og hendes mand opgaven med at styre deres enorme landbesiddelser. Begyndende med genopbygningen af Kilkenny Castle og byen, som begge var blevet beskadiget af O'Brien-klanen i 1173. Senere beordrede de opførelsen af flere klostre i nærheden.
Ægteskabet var lykkeligt, på trods af den store aldersforskel mellem dem. William Marshal og Isabel fik i alt fem sønner og fem døtre.

## Efterkommere af William Marshal og Isabel de Clare
1. William Marshal, 2. jarl af Pembroke (1190 – 6. april 1231), gift (1) med Alice af Béthune, datter af Balduin af Bethune, (2) 23. april 1224 med Eleonora, datter af kong John af England. De fik ingen børn.
2. Richard Marshal, 3. jarl fra Pembroke (1191 – 16. april 1234), gift med Gervase le Dinant. Han døde i fangenskab. De fik ingen børn.
3. Maud Marshal (1194) – 27. marts 1248), gift (1) med Hugh Bigod, 3. jarl af Norfolk, de fik fire børn, (2) med William de Warenne, 5. jarl af Surrey, de fik to børn.
4. Gilbert Marshal, 4. jarl af Pembroke (1197 – 27. juni 1241), gift (1) med Marjorie af Skotland, yngste datter af kong Vilhelm 1. af Skotland. Med en ukendt elskerinde havde han en uægte datter:
  1. Isabel Marshal, forlovet med Rhys ap Maelgwn Fychan (søn af Maelgwn ap Rhys)
5. Walter Marshal, 5. jarl fra Pembroke (ca. 1199) – november 1245), gift med Margaret de Quincy, grevinde af Lincoln, barnebarn af Hugh de Kevelioc, 3. jarl af Chester. Ingen børn.
6. Isabel Marshal (9. oktober 1200 – 17. januar 1240), gift (1) med Gilbert de Clare, 4. jarl af Hertford, hvis datter Isabel de Clare blev gift med Robert de Bruce 5. af Annandale, farfar til Robert the Bruce, (2) med Richard af Cornwall
7. Sibyl Marshal (ca. 1201 – 27. april 1245), gift med William de Ferrers, 5. jarl af Derby, de fik syv døtre.
  1. Agnes Ferrers (død 11. maj 1290), gift med William de Vesci .
  2. Isabel Ferrers (døde før 26. november 1260)
  3. Maud Ferrers (død 12. marts 1298), gift (1) med Simon de Kyme og (2) med William de Vivonia (de Forz) og (3) med Amaury 9. af Rochechouart.
  4. Sibyl Ferrers, gift med Sir Francis eller Franco de Bohun.
  5. Joan Ferrers (død 1267)
  6. Agatha Ferrers (død maj 1306), gift med Hugh Mortimer, af Chelmarsh .
  7. Eleanor Ferrers (død 16. oktober 1274)
8. Eva Marshal (1203–1246), gift med William de Braose, Lord of Abergavenny
  1. Isabella de Braose (født 1222), gift med prins Dafydd ap Llywelyn. Hun døde barnløs.
  2. Maud de Braose (1224–1301), i 1247, giftede hun sig med Roger Mortimer, 1. baron Mortimer, og de havde efterkommere.
  3. Eva de Braose (1227 – 28. juli 1255), giftede sig med Sir William de Cantelou og havde efterkommere.
  4. Eleanor de Braose (ca. 1228 – 1251). På en ukendt dato efter august 1241 giftede hun sig med Sir Humphrey de Bohun og havde efterkommere.
9. Anselm Marshal, 6. jarl af Pembroke (ca. 1208 – 22. december 1245), gift med Maud de Bohun, datter af Humphrey de Bohun, 2. jarl af Hereford. De fik ingen børn.
10. Joan Marshal (1210–1234), gift med Warin de Munchensi (død 1255), Lord of Swanscombe
  1. Joan de Munchensi (1230  – 20. september 1307) gift med William de Valence, den fjerde søn af Kong Johans enke Isabella af Angoulême og hendes anden mand, Hugo 10. af Lusignan, greve af La Marche. Valence var halvbror til Henrik 3. og Edvard 1.'s onkel.

## Eftermæle
Isabel døde i Pembrokeshire, Wales i 1220 i en alder af 48 år. Hendes mand var død året forinden. Hun blev begravet i Tintern Abbey, Monmouthshire . Imidlertid blev en kenotaf opdaget i St. Mary's Church i New Ross, Irland, hvis stenflise bærer den delvise inskription "ISABEL: LAEGN" og hendes indgraverede portræt.
Det blev foreslået i 1892 af Paul Meyer, at Isabel muligvis havde tilskyndet til kompositionen af Song of Dermot, der fortæller om hendes fars og morfars bedrifter. Dog vides det nu, at Song of Dermot blev komponeret et par år efter hendes død (dog baseret på tidligere skrifter).
Selvom hendes døtre fik mange børn, døde Isabels fem sønner på underlig vis barnløse. Dette tilskrives angiveligt en forbandelse, der var blev nedkaldt på William Marshal af den irske biskop af Ferns, Albin O'Molloy. Titlen som marskalk gik derefter videre til Hugh de Bigod, ægtemand til Isabels ældste datter Maud, mens titlen jarl af Pembroke gik til William de Valence, 1. jarl af Pembroke, ægtemand til Joan de Munchensi, datter af Joan Marshal. Han var den første jarl af Pembroke fra Valence-slægten.
Inden for et par generationer omfattede deres efterkommere en stor del af adelen i Europa, herunder alle monarkerne af Skotland fra Robert 1. (1274-1329) og alle af England, Storbritannien og Det forenede Kongerige af Storbritannien og Irland fra Henrik 4. (1367-1413); og bortset fra Anna af Klev, alle Henrik 8.'s dronninger.